# Parascothorax synagogoides
Parascothorax synagogoides is een kreeftachtigensoort uit de familie van de Ascothoracidae. De wetenschappelijke naam van de soort is voor het eerst geldig gepubliceerd in 1964 door Wagin.